# Áed mac Loingsig
Áed mac Loingsig (mort en 972) est le 37e Dál nAraidi depuis 941 et le roi Ulaid de 971 à sa mort.

## Origine
Áed est le fils de  Loingsech mac Cenn Étig Ua Lethlobair (mort en 932), également roi de Dál nAraidi et d'Ulaid

## Règne
Selon Livre de Leinster  qui lui attribue un règne de 5 années  il succède sur le trône à  Cellachu mac Bécce. Les Annales des  quatre maîtres relèvent que cette même année 941 ce dernier est « assassiné par son propre peuple ».
En 971, Niall mac Áeda, roi d'Ulaid issu de la lignée rival du Dál Fiatach, meurt et Áed est désigné comme souverain régional Une partie de la population d'Ulaid refuse ce changement dynastique. L'opposition est probablement fomentée par les neveux de Niall. Un an plus tard, un combat s'engage entre les Hommes d'Ulaid et Dál nAraidi, au cours duquel  Áed est tué  par Eochaid mac Ardgail, fils d'Ardgal mac Matudáin, ancien roi d'Ulaid du Dál Fiatach. Le même Eochaid, l'un des neveux de Niall, accède au trône d'Ulaid après sa mort. Lethlobar Ua Fiachna (mort en 977 ) d'origine inconnue devient roi du  Dál nAraidi.

## Postérité
Áed est un ancêtre de la famille Ua Loingsig. Il laisse plusieurs descendants connus comme rois de Dál nAraidi son fils Flathrui Ua Loingsig ou Flathri mac Áeda Ua Lethlobair (mort en 986) et a priori Donnchad Ua Loingsig (mort en 1004) 